# جزيرة الثلاثين تابوتا
جزيرة الثلاثين تابوتا، بالفرنسية (L'Île aux trente cercueils)، رواية بوليسية من تأليف موريس لوبلان وظهرت فيها شخصية أرسين لوبين، ظهرت لأول مرة مجزأة في صحفية Le Journal بدءا من يونيو/ حزيران 1919 قبل أن تنشر كاملة في كتاب واحد في أكتوبر/ تشرين الأول 1919 وأعيد نشرها في نفس السنة على جزأين: الجزء الأول تحت عنوان «فيرونيك» والثاني «الصخرة العجيبة». تدور أحداث القصة في عام 1917 وتروي مغامرات فيرونيك دارجومون، التي تبحث عن والدها وابنها، اللذين تم الإعلان عن وفاتهما في عام 1902، حيث يتدخل أرسين لوپين فقط عندما تكون الحبكة قد اكتملت. تمزج هذه الرواية بين الأدب البوليسي، الخيال والفانتازيا، والخيال العلمي.

## ملخص الرواية
فيرونيك دارجومون، شابة من عائلة مرموقة تقع في حب أليكسيس فورسكي، شاب مقيم بفرنسا من أصول بولندية. يعارض والدها، السيد دارجومون، فكرة زواجهما بشدة، لكنه تحت ضعوط فورسكي يضطر للقبول. تتزوج فيرونيك وتنجب ابنا، بعد ذلك تأخذ الأمور مجرى سيئا، إذ يختفي والد فيرونيك وابنها خلال رحلة بحرية، ثم تكتشف أمر وفاتهما، ولا يتوقف الأمر عند هذا الحد، إذ يتضح أن زوجها متورط بأعمال مشبوهة.
بعد سنوات من الحادثة، تتلقى فيرونيك رسالة غريبة تخبرها بالذهاب إلى إقليم بريتاني قصد إجراء موعد هام، لكنها تفاجئ بجثة رجل، وأمامها رسم غريب يصور أربع نساء مشنوقات، وإحدى النساء هي فيرونيك، وأسفل الرسم كتب «جزيرة الثلاثين تابوتا». تسرع فيرونيك لإخبار الشرطة، وعند العودة لذلك المكان تجد أن الجثة قد اختفت.
تقرر فيرونيك العودة إلى منزلها، وبينما هي تتجول بالقرب من أحد الشواطئ، تصدم برؤية إحدى النساء الأربعة المشنوقات في الصورة. بعد إجراءها لحديث مع تلك المرأة، تكتشف فيرونيك أن والدها وابنها لا زالا عل قيد الحياة، وأنهما يقيمان في المكان الذي جاءت منه تلك المرأة، جزيرة سارك الملقبة بجزيرة الثلاثين تابوتا. تصر فيرونيك على الذهاب إلى الجزيرة رفقة المرأة، وتتلهف لرؤية ابنها، دون أن تعرف ما سيواجهها من مخاطر في تلك الجزيرة.

## الالغاز
اللغز الأساسي في هذه الراوية هو نفسه الذي يتم التطرق إليه في عمل لاحق بعنوان "كونتيسة كاغليوسترو"، حيث يُذكر أن ماري أنطوانيت كانت هي من تتحدث عن الألغاز الأربعة التي كان الكونت كاغليوسترو يسعى لحلها.
الألغاز الأربعة لكاغليوسترو هي كما يلي:
1. قوة الحظ (In Robal Fortuna): تم حلها في "المحققة دوروثي Dorothée danseuse de corde".
2. أحجار الملوك البوهيميين: تم حلها في "جزيرة الثلاثين تابوتا".
3. ثروات ملوك فرنسا: تم حلها في "الإبرة المجوفة".
4. الشمعدان ذو السبعة فروع: تم حلها في "كونتيسة كاغليوسترو".

## الاقتباس
تم اقتباس مسلسل تلفزيوني من الرواية سنة 1979، المسلسل من 6 حلقات ومن إنتاج قناة فرنسا 2، مع العلم أن شخصية لوبين حذفت من الأحداث.
لعبت الدور الرئيسي الممثلة الفرنسية كلود جاد.

## الترجمة العربية
- جزيرة النعوش الثلاثين، دار النجمة للنشر والتوزيع، ٢٠٢٤.[3]

## الروابط الخارجية
باللغة الفرنسية
- نص الرواية كاملا على ويكي مصدر.
- تحميل الرواية مجانا.
- دراسة وتحليل لجزيرة سارك.
- الرواية على شكل كتاب مسموع.
- معلومات حول المسلسل المقتبس من الرواية على ويكبيديا الفرنسية. [الفرنسية]